# الدوري الإسباني الدرجة الثانية 1980–81
دوري الدرجة الثانية الإسباني 1980–81 (بالإسبانية: Segunda División de España 1980-81)‏ هو الموسم 50 من  دوري الدرجة الثانية الإسباني. أشرف على تنظيمه الاتحاد الملكي الإسباني لكرة القدم، وكان عدد الأندية المشاركة فيه  20، وفاز فيه نادي كاستييون.